# Tour der neuseeländischen Rugby-Union-Nationalmannschaft nach Australien 1962
| Tour der All Blacks nach Australien 1962 | Tour der All Blacks nach Australien 1962 | Tour der All Blacks nach Australien 1962 | Tour der All Blacks nach Australien 1962 | Tour der All Blacks nach Australien 1962 |
| Übersicht                                | S                                        | G                                        | U                                        | N                                        |
| ---------------------------------------- | ---------------------------------------- | ---------------------------------------- | ---------------------------------------- | ---------------------------------------- |
| Test Matches                             | 02                                       | 2                                        | 0                                        | 0                                        |
| Sonstige Spiele                          | 08                                       | 7                                        | 0                                        | 1                                        |
| Gesamt                                   | 10                                       | 9                                        | 0                                        | 1                                        |
|                                          |                                          |                                          |                                          |                                          |
| Australien                               | 02                                       | 2                                        | 0                                        | 0                                        |

Die Tour der neuseeländischen Rugby-Union-Nationalmannschaft nach Australien 1962 umfasste eine Reihe von Freundschaftsspielen der All Blacks, der Nationalmannschaft Neuseelands in der Sportart Rugby Union. Das Team reiste im Mai und Juni 1962 durch Australien, wobei es zehn Spiele bestritt. Dazu gehörten zwei Test Matches gegen die Wallabies. Die Neuseeländer entschieden neun Spiele für sich (darunter beide Test Matches) und verteidigten den Bledisloe Cup.

## Spielplan
- Hintergrundfarbe grün = Sieg
- Hintergrundfarbe rot = Niederlage

(Test Matches sind grau unterlegt; Ergebnisse aus der Sicht Neuseelands)
| #  | Datum         | Gegner                    | Ort       | Stadion                 | Ergebnis |
| -- | ------------- | ------------------------- | --------- | ----------------------- | -------- |
| 01 | 16. Mai 1962  | Central-Western Districts | Bathurst  | Bathurst Ground         | 41:6     |
| 02 | 19. Mai 1962  | New South Wales Waratahs  | Sydney    | Sydney Sports Ground    | 11:12    |
| 03 | 22. Mai 1962  | Queensland Reds           | Brisbane  | Brisbane Showgrounds    | 15:5     |
| 04 | 26. Mai 1962  | Australien                | Brisbane  | Brisbane Showgrounds    | 20:6     |
| 05 | 30. Mai 1962  | Northern New South Wales  | Quirindi  | Quirindi Ground         | 103:0    |
| 06 | 02. Juni 1962 | City of Newcastle         | Newcastle | Newcastle Sports Ground | 29:6     |
| 07 | 04. Juni 1962 | Australien                | Sydney    | Sydney Cricket Ground   | 14:5     |
| 08 | 09. Juni 1962 | Southern New South Wales  | Canberra  | Northbourne Oval        | 58:6     |
| 09 | 13. Juni 1962 | South Australia           | Adelaide  | Norwood Oval            | 77:0     |
| 10 | 16. Juni 1962 | Victorian Rugby Union     | Melbourne | Olympic Park Stadium    | 58:3     |

## Test Matches
| 26. Mai 1962 | Australien             | 6 : 20         | Neuseeland                                                                                              | Brisbane Showgrounds, Brisbane Zuschauer: 10.000 Schiedsrichter: Allan Finlay (Australien) |
| 26. Mai 1962 | Straftritte: Scott (2) | (0:17) Bericht | Versuche: MacEwan Tremain B. Watt (2) Erhöhungen: D. Clarke Straftritte: D. Clarke Dropgoals: D. Clarke | Brisbane Showgrounds, Brisbane Zuschauer: 10.000 Schiedsrichter: Allan Finlay (Australien) |

Aufstellungen:
- Australien: Stewart Boyce, Ken Catchpole, Beres Ellwood, Edward Heinrich, Peter Johnson , Lloyd McDermott, James Miller, Tony Miller, Paul Perrin, Roderick Phelps, Terry Reid, Peter Scott, Norman Storey, Richard Thornett, Jonathan White
- Neuseeland: Ross Brown, Don Clarke, Ian Clarke, Desmond Connor, David Graham, Roderick Heeps, Neven MacEwan, Colin Meads, Waka Nathan, Terry O’Sullivan, Kel Tremain, Bruce Watt, Russell Watt, Wilson Whineray , Dennis Young

| 4. Juni 1962 | Australien                              | 5 : 14        | Neuseeland                                                             | Sydney Cricket Ground, Sydney Zuschauer: 28.206 Schiedsrichter: Roger Vanderfield (Australien) |
| 4. Juni 1962 | Versuche: R. Thornett Erhöhungen: Scott | (5:6) Bericht | Versuche: Nathan Watt Erhöhungen: D. Clarke Straftritte: D. Clarke (2) | Sydney Cricket Ground, Sydney Zuschauer: 28.206 Schiedsrichter: Roger Vanderfield (Australien) |

Aufstellungen:
- Australien: Stewart Boyce, Ken Catchpole, Beres Ellwood, Edward Heinrich, Robin Heming, Peter Johnson, Jim Lenehan , Lloyd McDermott, Tony Miller, John O’Gorman, Roderick Phelps, Peter Scott, John Thornett, Richard Thornett, Jonathan White
- Neuseeland: Don Clarke, Ian Clarke, Desmond Connor, David Graham, Roderick Heeps, Paul Little, Neven MacEwan, Colin Meads, Waka Nathan, Terry O’Sullivan, Kel Tremain, Russell Watt, Wilson Whineray , Neil Wolfe, Dennis Young